# ヒロハテンナンショウ
ヒロハテンナンショウ（広葉天南星、学名:Arisaema ovale）は、サトイモ科テンナンショウ属の多年草。
花序は花時に葉より低い位置につく。

## 特徴
球茎は扁球形で径1-3.5cmになり、球茎上に数個が横に並んだ腋芽群があって、子球を多数つける。植物体の高さは15-55cmになる。葉はふつう1個で、小葉は5-7個がやや掌状につく。小葉は狭卵形、楕円形、卵形または狭卵形で、長さ6-20cm、幅1.5-10cm、先端は鋭頭または鋭突頭、縁は全縁で、基部の小葉間の葉軸は発達しない。偽茎部は葉柄部と同じ長さかやや短く、偽茎の開口部は襟状になった波状の襞がある。
花期は5-6月。花序は葉より下部につき、花序柄は長さ1-6cm。仏炎苞は緑色、黄緑色、または紫褐色、紫緑色で、著しく隆起する白色の縦条があり、光沢がある。筒部は長さ3-7cmになり、口辺部はいくらか開出する。舷部は卵形で、長さ3-10cm、幅1.5-5cmになり、先はとがる。花序付属体は緑色から黄緑色、長さ2-5cm。径2-6mm、棒状でときに先がやや頭状になる。果実は赤く熟す。

## 分布と生育環境
日本固有種。北海道西南部、本州の日本海側、九州北部に分布し、山地の主にブナ帯に生育する。福井県以北の日本海側に多い。

## 分類
多くが染色体数2n=52の4倍体。東北地方北部から北海道西北部には2n=65の5倍体、2n=78の6倍体がある。岩手県、静岡県には2n=26の2倍体があり、球茎上の腋芽は単生する。仏炎苞が紫色の型は、アシウテンナンショウとして区別することがある。
栃木県ではヒトツバテンナンショウ A. monophylum との雑種が見出されている。

## ギャラリー

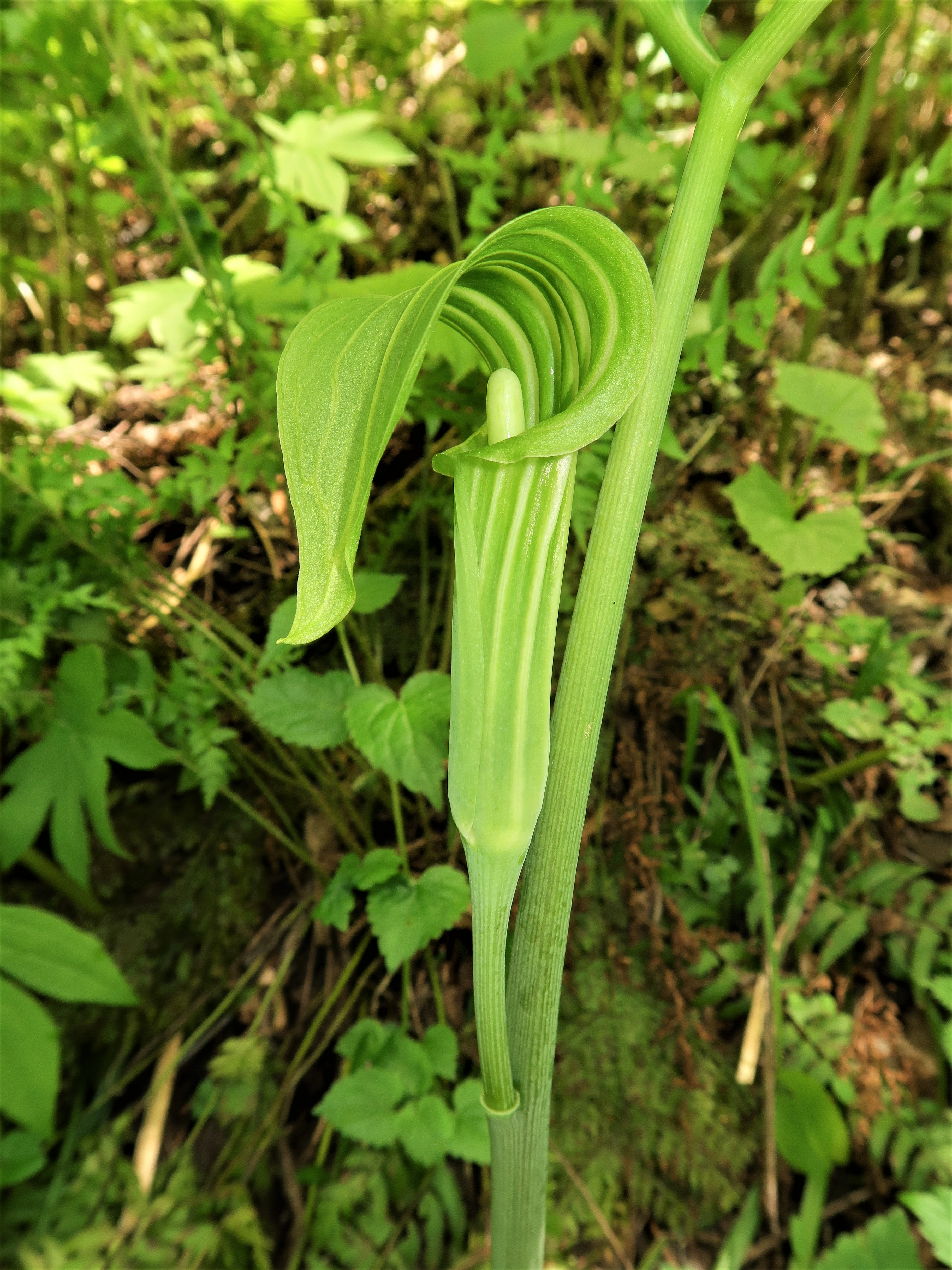
仏炎苞は緑色で、著しく隆起する白色の縦条がある。
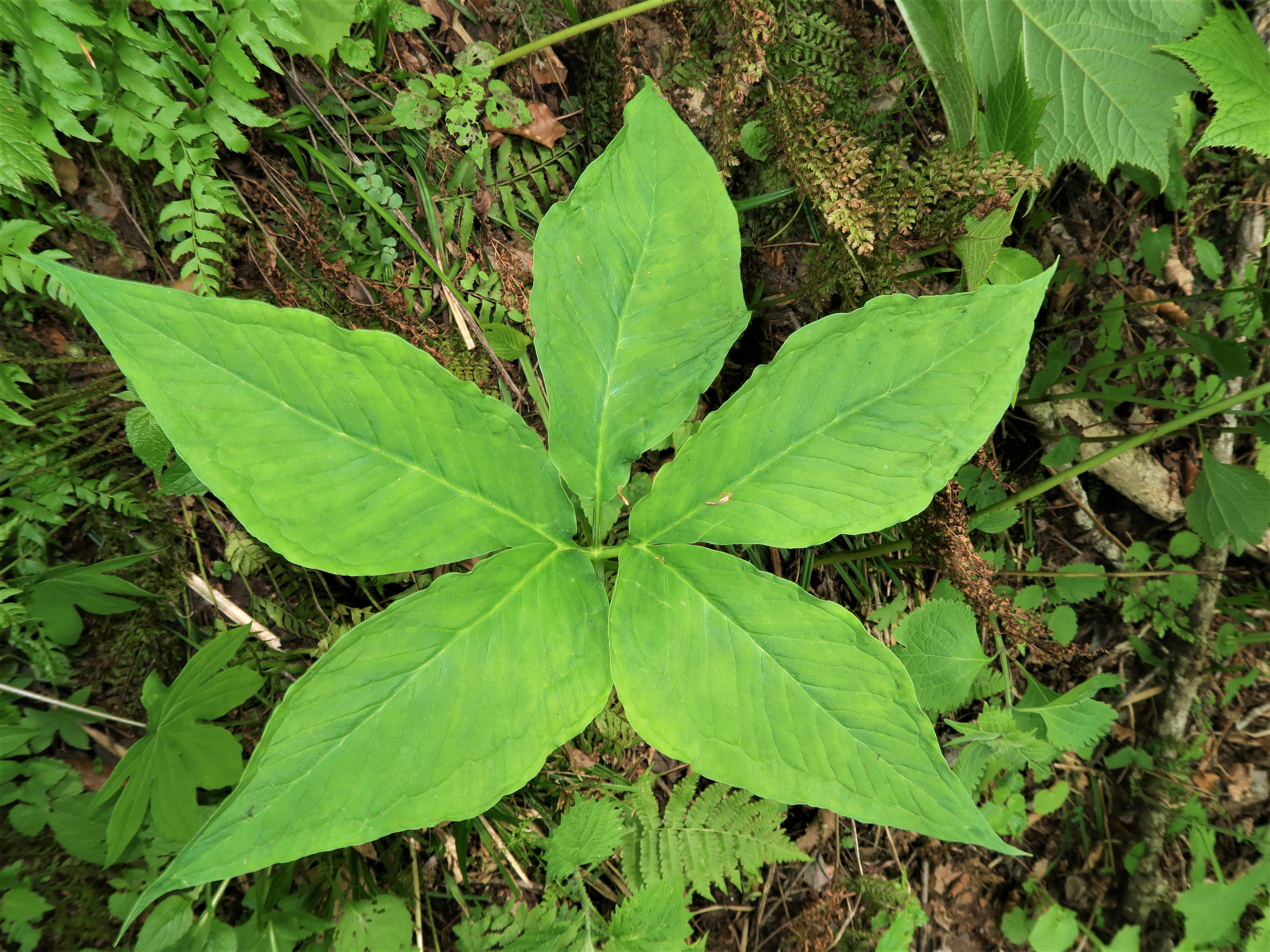
葉はふつう1個で、小葉は5-7個がやや掌状につく。和名のとおり、葉は広い。小葉間の葉軸は発達しない。
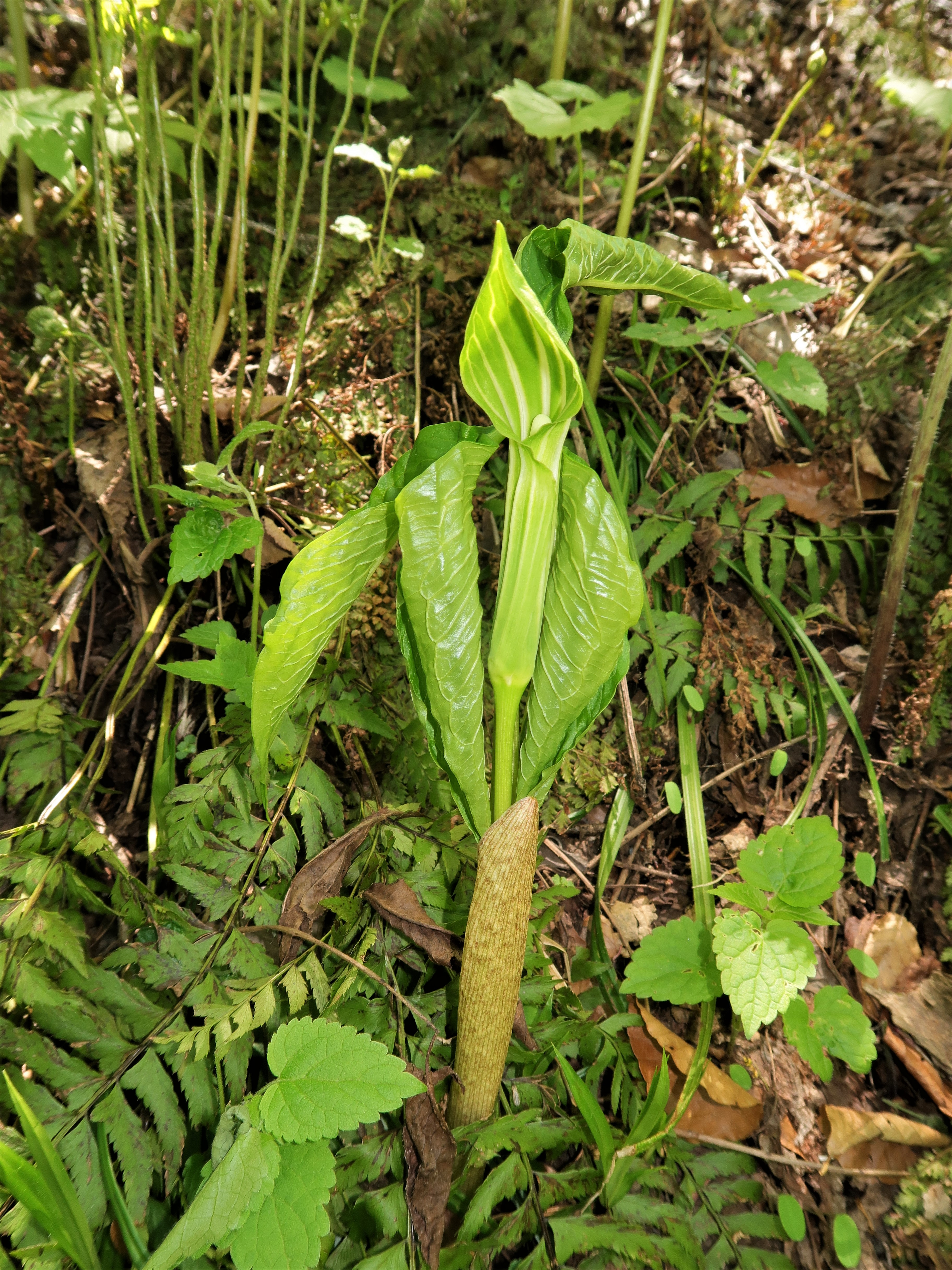
完全に展開する前の個体。
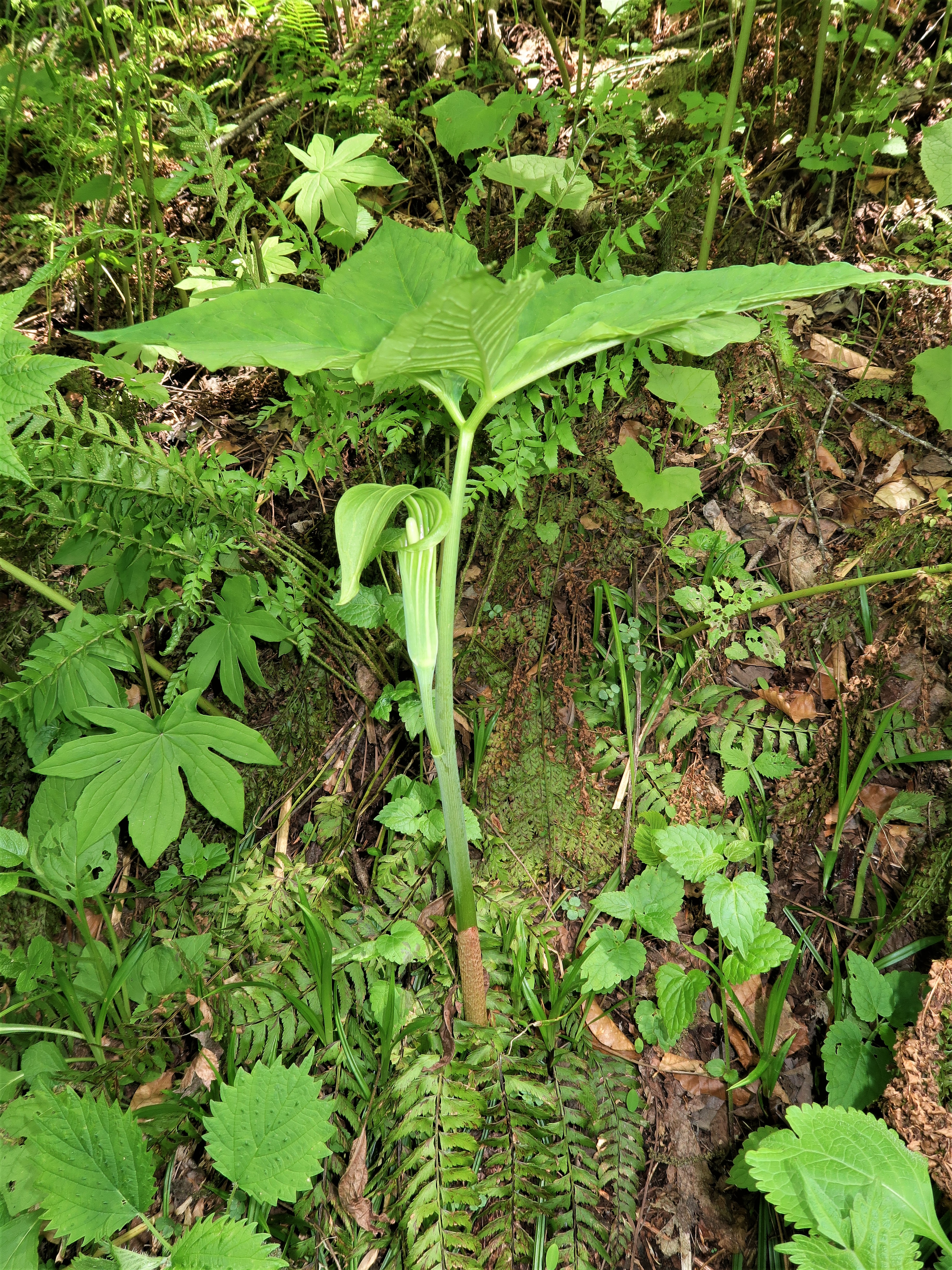
左と同一の個体で1週間後のもの。花序は葉より低い位置につく。
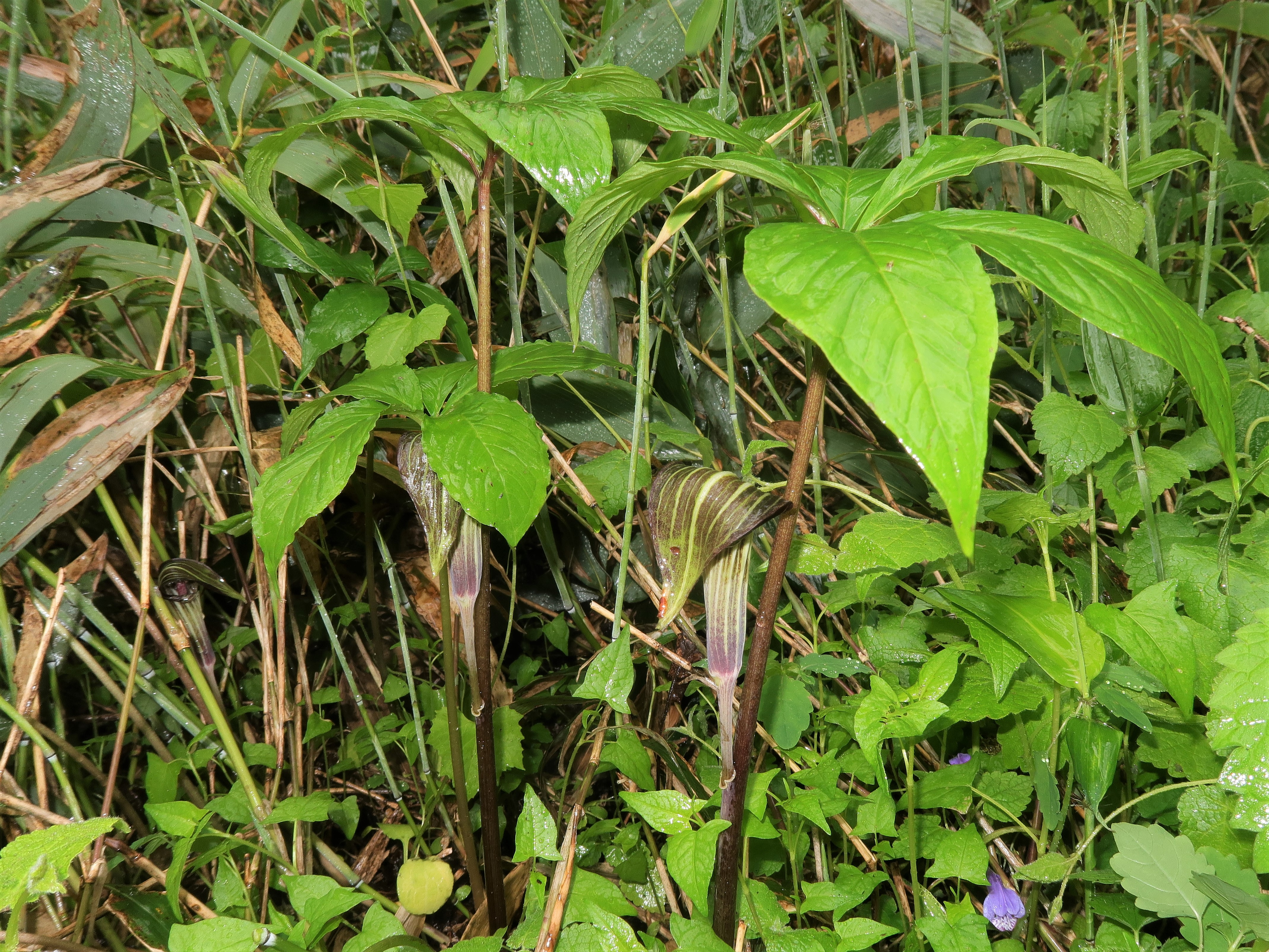
仏炎苞が紫色の「アシウテンナンショウ」型。上高地 2022年6月上旬
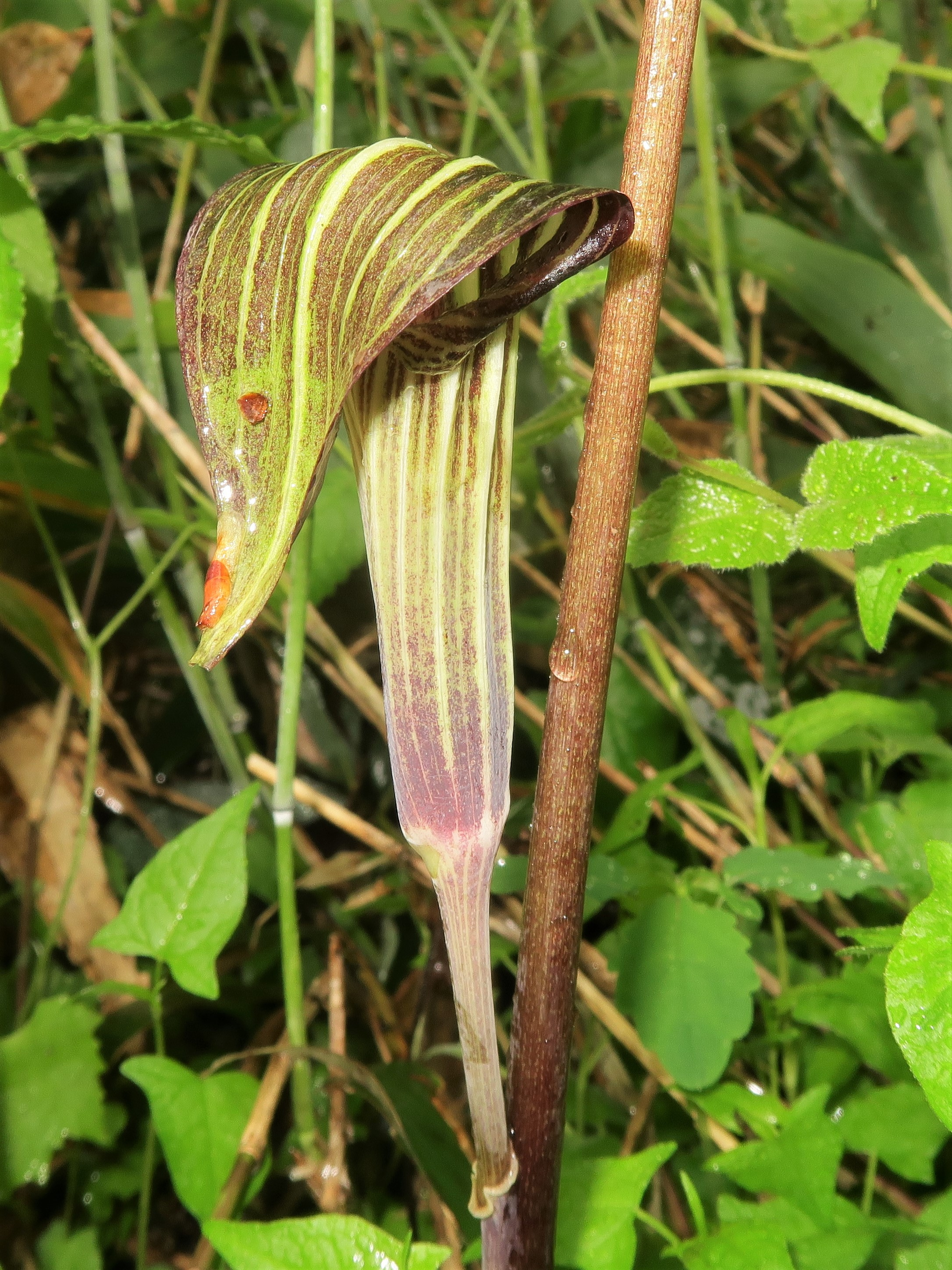
「アシウテンナンショウ」型。
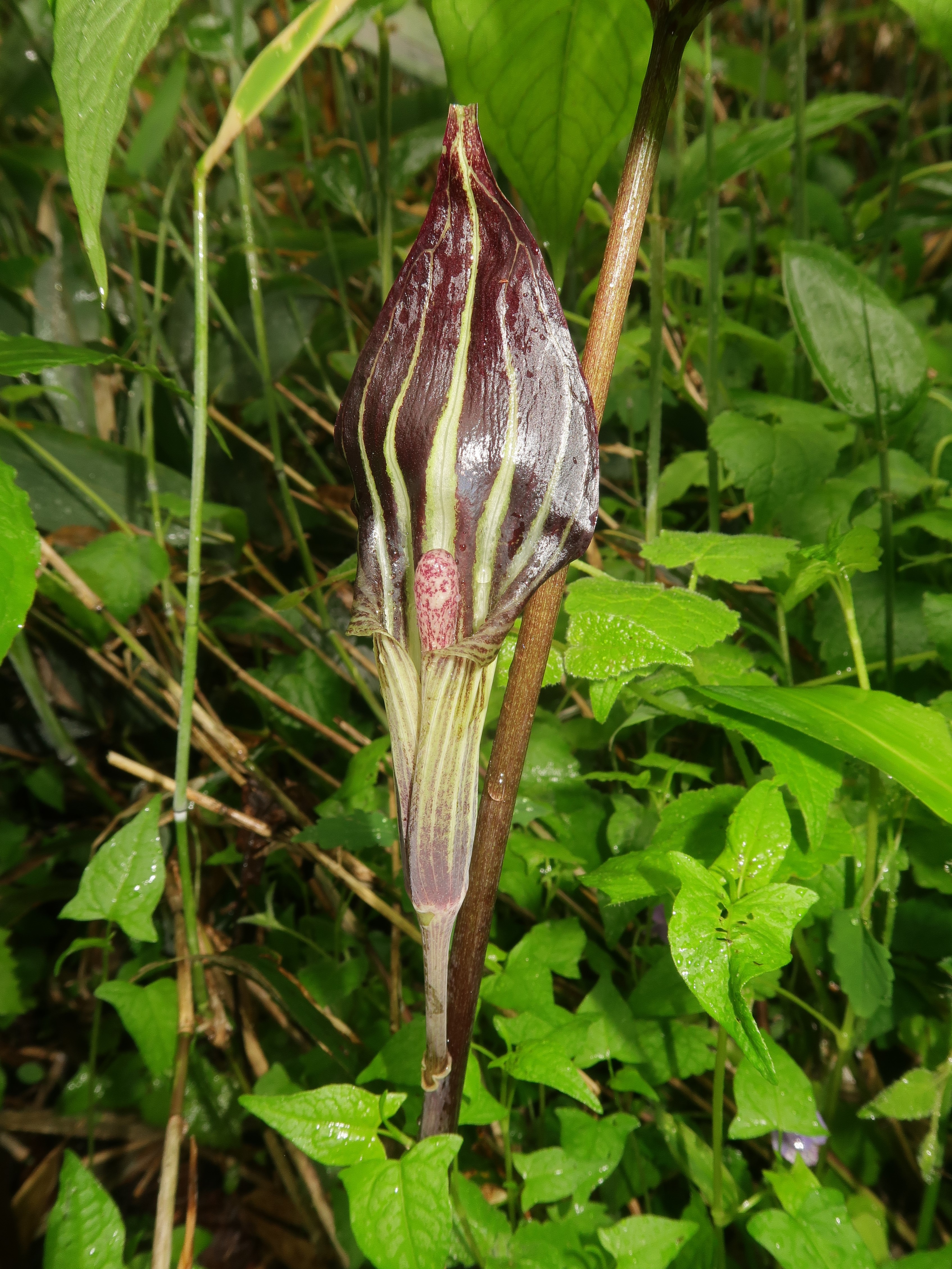
「アシウテンナンショウ」型。仏炎苞舷部を立たせて撮影。

## 類似種
- イナヒロハテンナンショウ Arisaema inaense (Seriz.) Seriz. ex K.Sasamura et J.Murata[10] - 長野県と岐阜県に分布し[11]、仏炎苞が楕円状卵形で花序付属体が短いもの[8]。絶滅危惧IA類(CR) [11]。国内希少野生動植物種および特定第一種国内希少野生動植物種[12]。
- ナギヒロハテンナンショウ Arisaema nagiense T.Kobay., K.Sasamura et J.Murata[13] - 兵庫県と岡山県に分布し、仏炎苞が葉より早く展開するもの[8]。絶滅危惧IA類(CR) [11]。国内希少野生動植物種および特定第一種国内希少野生動植物種[12]。
- カラフトヒロハテンナンショウ Arisaema sachalinense (Miyabe et Kudô) J.Murata[14] - 北海道北部からカラフトに分布し、本種に似るが、仏炎苞に隆起する縦状がなく、球茎上の腋芽は1節に1個ずつつくもの[8]。絶滅危惧IB類(EN) [11]。